# Na granicy (film 1982)
Na granicy (ang. The Border) – amerykański film kryminalny z 1982 roku reżyserii Tony'ego Richardsona.

## Główne role
- Jack Nicholson – Charlie Smith
- Harvey Keitel – Cat
- Valerie Perrine – Marcy
- Warren Oates – Red
- Elpidia Carrillo – Maria
- Shannon Wilcox – Savannah
- Manuel Viescas – Juan
- Jeff Morris – J.J.
- Mike Gomez – Manuel
- Dirk Blocker – Beef
- Lonny Chapman – Andy
- Stacey Pickren – Hooker
- Floyd Levine – Lou
- James Jeter – Frank
- Alan Fudge – Hawker
- William Russ – Jimbo
- Gary Grubbs – Honk
- Gary Sexton – Slim
- Billy Silva – George